# Puente de la Unidad (Monterrey)
El Puente Viaducto de la Unidad; también llamado “Puente de la Unidad” y “Puente Atirantado”, es un puente que cruza el Río Santa Catarina conectando la ciudad de Monterrey y San Pedro Garza García en Nuevo León, México. Es parte del “Circuito de la Unidad”, que consiste en la interconexión de una serie de avenidas.

## Historia
Fue inaugurado en 2003 rodeado de controversia, ya que el río que cruza está seco casi todo el año y el costo de la construcción de los 4 carriles del puente atirantado era el mismo que para la construcción de un puente de seis carriles convencional, también se argumenta que el puente resultaría en relativamente pocos beneficiarios, en comparación con el gasto para un sistema de tránsito rápido en Monterrey.

## Huracán Alex (2010)
El 1 de julio de 2010 se registró en Monterrey un evento de carácter inusual, aunque periódico en su ocurrencia. Dado las precipitaciones del Huracán Alex, el Río Santa Catarina llenó todo su cauce causando daños en gran parte de las vialidades construidas a su paso. Solamente, el Puente de la Unidad pudo soportar el embate y fue el único puente habilitado durante el percance, ya que solo sufrió hundimientos en el camino que lleva hacia él. Tanto su estructura como sus pilotes no sufrieron daños de consideración.
Otros puentes en el área metropolitana sufrieron daños enormes, incluyendo el Puente Revolución, que tuvo que ser reforzado; el Puente Guadalupe (reconstruido en años anteriores por el paso del Huracán Emily) vio toda su parte inferior destruida, y los dos pasos contiguos al Viaducto (Santa Bárbara y Corregidora) fueron completamente destrozados.

## Galería de imágenes

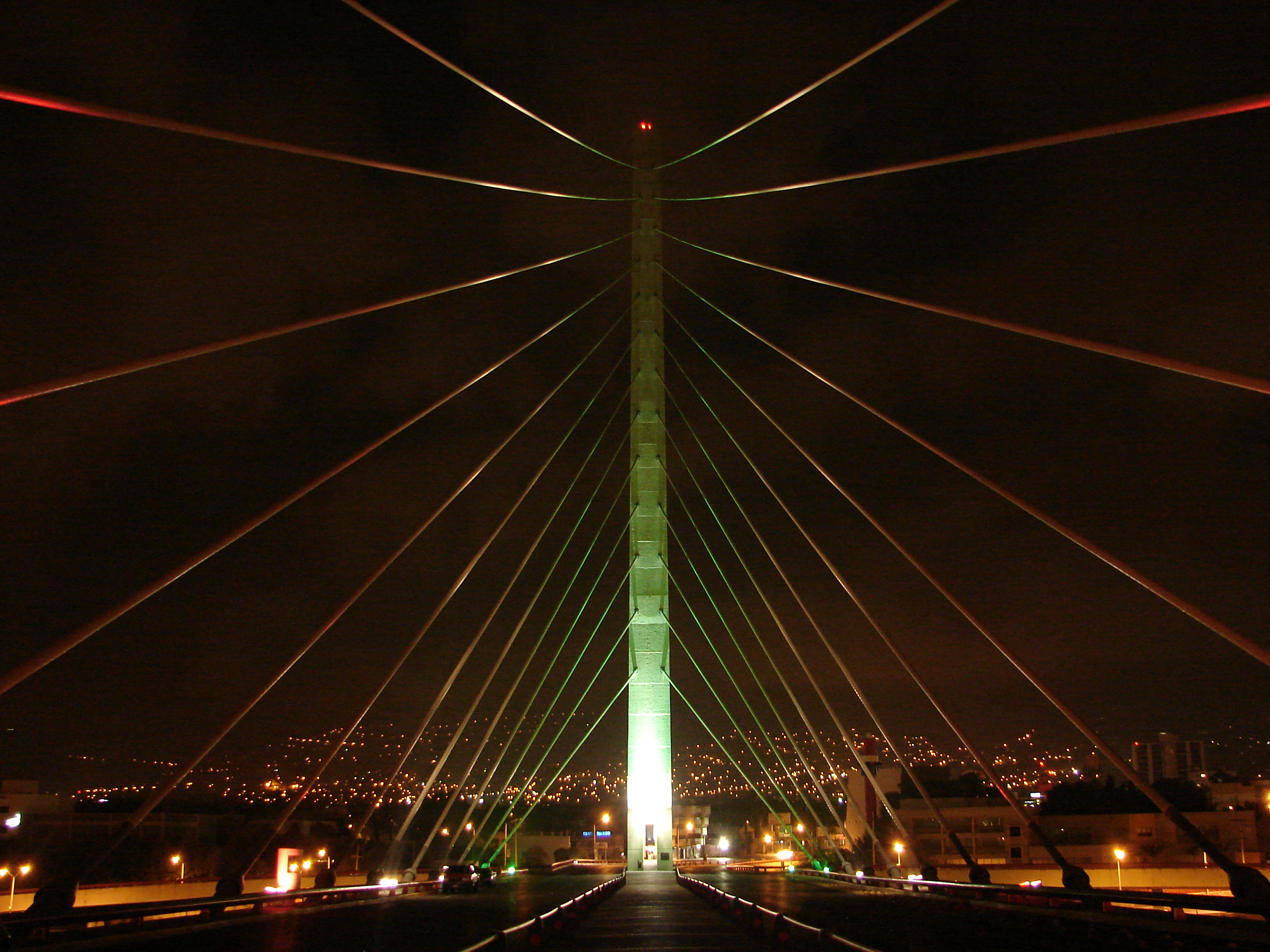
Vista nocturna con los colores de la bandera mexicana, por las festividades del mes de septiembre
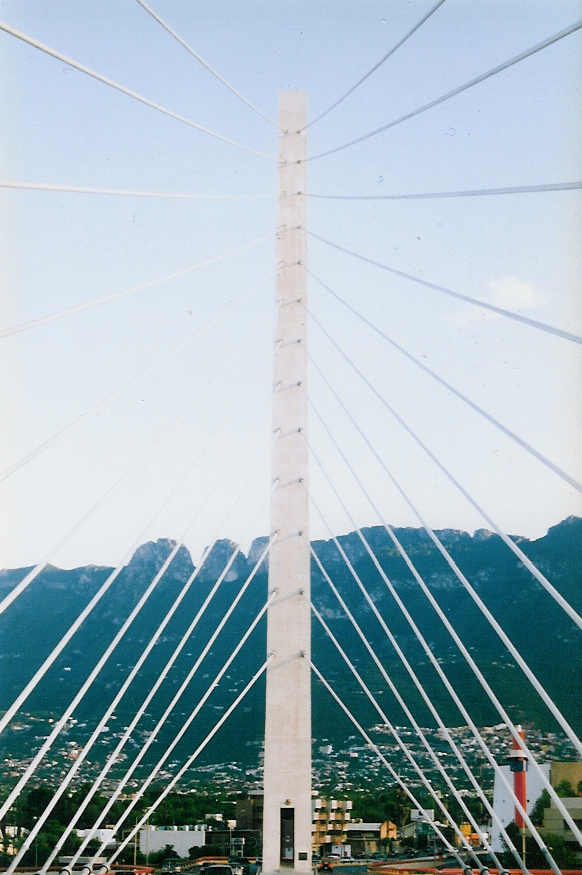
Vista de calle del puente Atirantado. En el fondo se puede observar la Sierra Madre Oriental
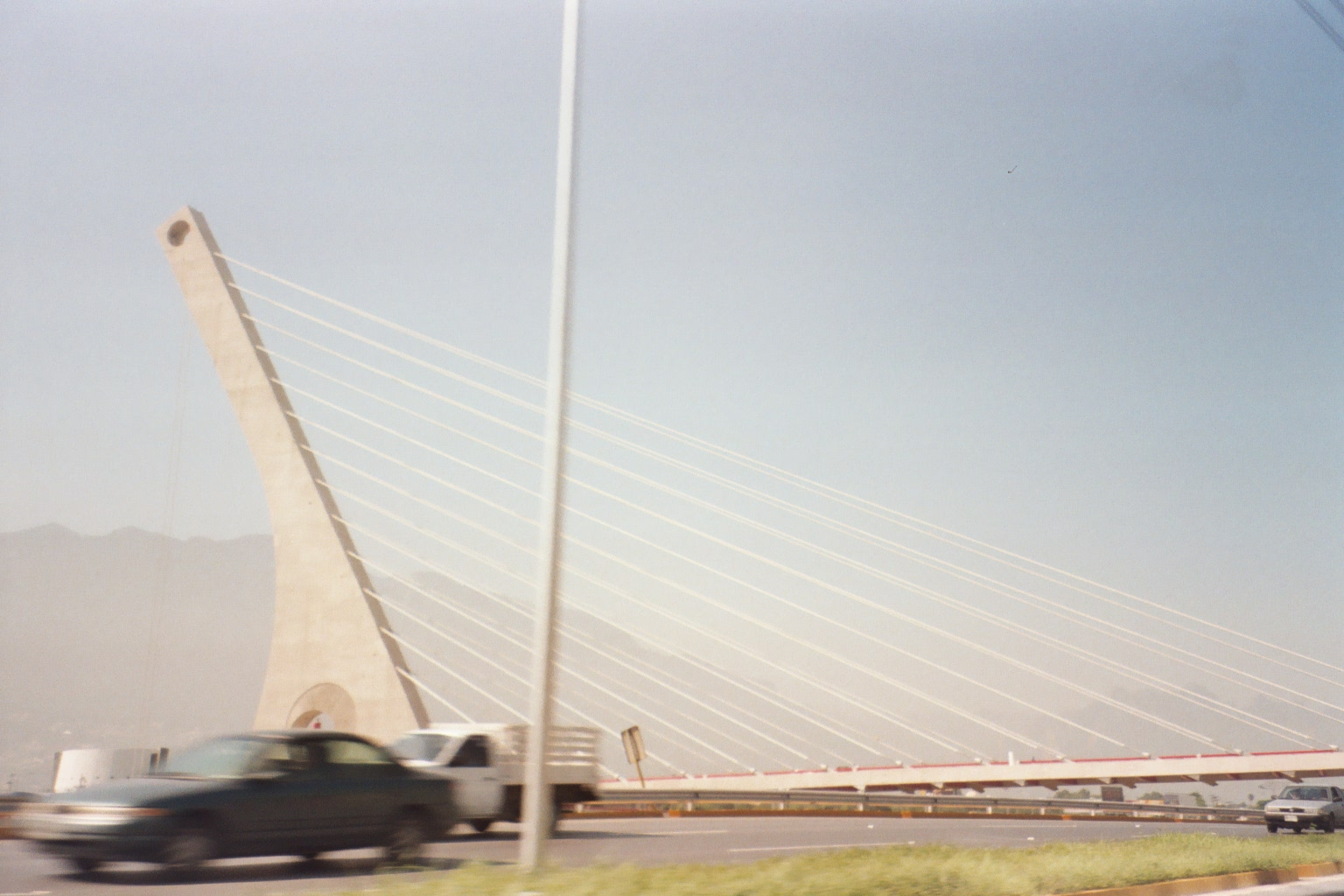
Vista del puente
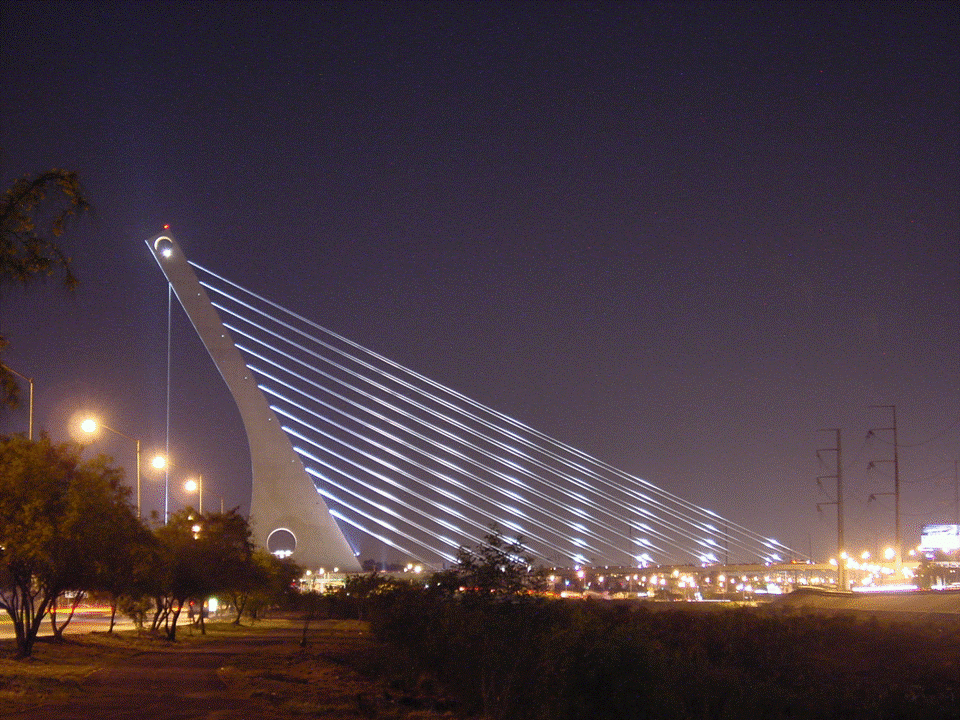
Vista nocturna